# Bunt na wyspie Texel
Bunt 822 Ostbatalionu na wyspie Texel – wystąpienie zbrojne gruzińskich żołnierzy 822 Ostbatalionu przeciwko Niemcom na holenderskiej wyspie Texel w kwietniu i maju 1945 r.

## Geneza
822 Gruziński Batalion Piechoty (Georgische Infanterie Bataillon 822 „Königin Tamara”) powstał w czerwcu 1943 r. w miejscowości Kruszyna w Generalnym Gubernatorstwie. Wchodził w skład Legionu Gruzińskiego. Pod koniec sierpnia tego roku został przeniesiony do Zandvoort w okupowanej Holandii jako część „Unterabschnitt Zandvoort”. Od 6 lutego 1945 r. stacjonował na wyspie Texel, wysuniętej najdalej na zachód w grupie Wysp Zachodniofryzyjskich. Formalnie stanowił część niemieckiego 177 pułku grenadierów 219 Dywizji Piechoty. Składał się z ok. 800 Gruzinów. Kadra oficerska była w większości niemiecka. Dowódcą był mjr Klaus Breitner. Gruzińscy żołnierze byli głównie b. jeńcami wojennymi z Armii Czerwonej. W związku z planami skierowania kilku kompanii do walki z aliantami na kontynencie od końca marca 1945 r. rozpoczęły się przygotowania do wybuchu buntu. Przedstawiciele Gruzinów nawiązali kontakty z holenderskim ruchem oporu.

## Przebieg buntu
W nocy z 5 na 6 kwietnia 1945 r. Gruzini pod przywództwem por. Szalwy Loladze wkroczyli potajemnie do kwater żołnierzy niemieckich i zamordowali ich podczas snu. Zginęło 246 Niemców. Następnie przejęli kontrolę nad większością wyspy. Nie udało im się jedynie zająć baterii artylerii nadbrzeżnej na południowym i północnym wybrzeżu, które od 6 kwietnia rozpoczęły ostrzał wyspy. Buntownicy liczyli na pomoc ze strony aliantów, do czego jednak nie doszło. W odpowiedzi – na Texel wylądował niemiecki 163 Morski Pułk Ochronny (Marine-Schützenregiment 163). Składał się on z personelu Kriegsmarine zorganizowanego w jednostkę piechoty. Pomimo słabego uzbrojenia i wyszkolenia oraz niskiego morale, Niemcy w ciągu 5 tygodni odzyskali panowanie nad wyspą. Ostatnie działania zbrojne trwały jeszcze 20 maja, czyli już po kapitulacji III Rzeszy, kiedy na Texel wylądowały kanadyjskie wojska I Korpusu Armijnego.

## Straty obu stron
Ogółem zginęło 565 Gruzinów; część została zabita podczas walk, a część rozstrzelana. Straty niemieckie wyniosły 812 żołnierzy. Zginęło też 117 holenderskich mieszkańców wyspy. Bardzo duże były zniszczenia farm i zabudowań.

## Zakończenie

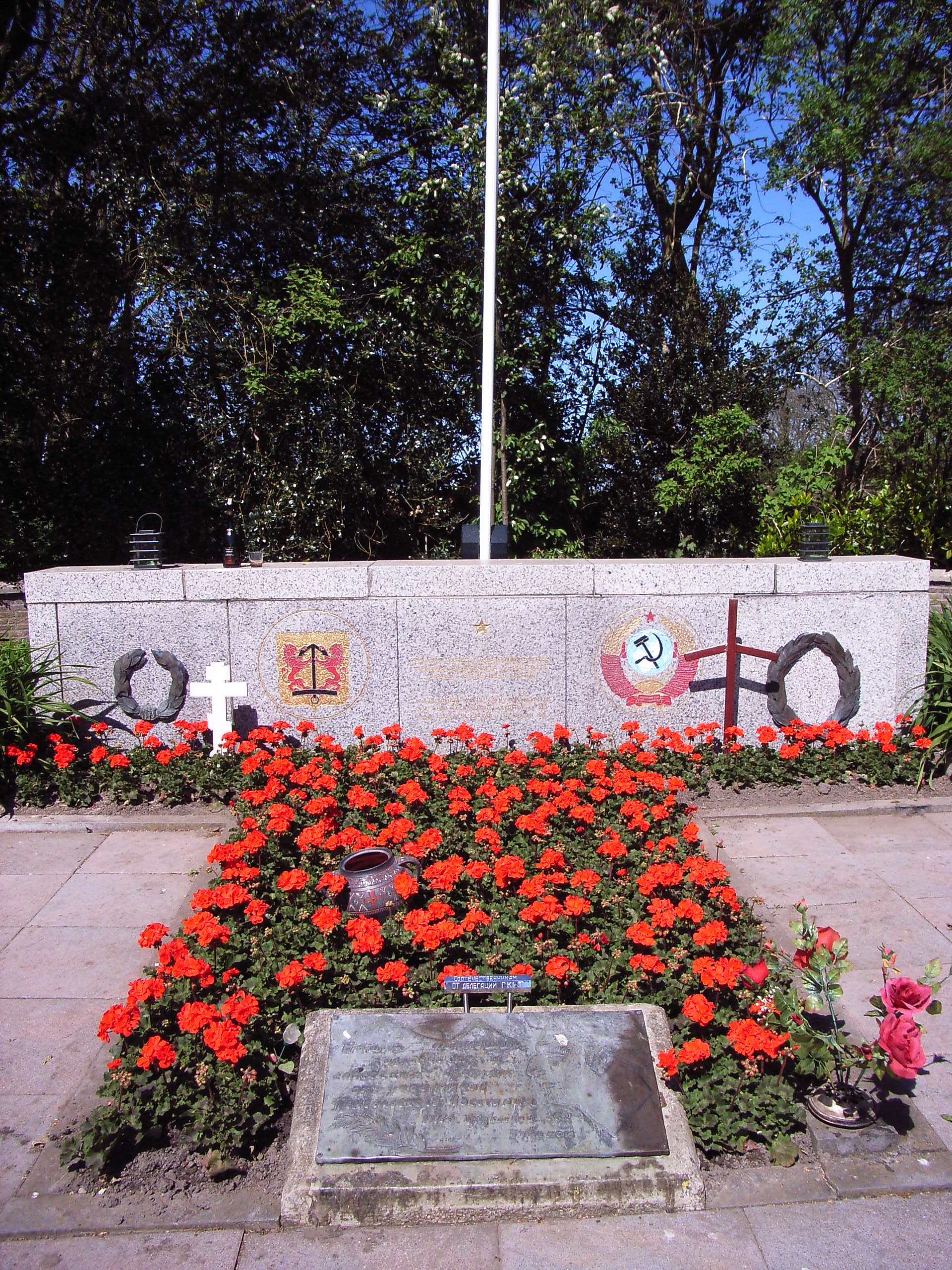
Mogiła poległych w czasie buntu żołnierzy gruzińskich na cmentarzu Hogeberg

Bunt przeżyło 228 Gruzinów, którzy po zakończeniu walk ukrywali się w kopalniach na wybrzeżu lub byli kryci w gospodarstwach przez holenderskich mieszkańców wyspy. Po wyzwoleniu Texel przez Kanadyjczyków i rozbrojeniu Niemców, Gruzini jako obywatele sowieccy zostali repatriowani do ZSRR, gdzie wysłano ich wraz z rodzinami do łagrów. Ci, którzy przeżyli, zostali wypuszczeni i rehabilitowani po odwilży 1956 roku.
Zabitych w czasie buntu Gruzinów pochowano na cmentarzu w Hogeberg. Do 1991 r. ambasador ZSRR w Holandii odwiedzał ich groby każdego 4 maja, nazywając ich podczas ostatniej wizyty Bohaterami Związku Radzieckiego. 4 maja 2005 r. na cmentarz w Hogeberg przybył prezydent niepodległej Gruzji Micheil Saakaszwili. Ostatni gruziński uczestnik buntu zmarł w lipcu 2007 r. i został uroczyście pochowany w Zugdidi w Gruzji.